# Han Polman
Johannes Marcellus Maria (Han) Polman, né le 16 janvier 1963 à Ootmarsum, est un homme politique néerlandais des Démocrates 66 (D66).
Polman a étudié la science administrative à l'université de Twente.
Ancien bourgmestre de Noordwijkerhout et de Berg-op-Zoom, il est Commissaire du Roi de la province de Zélande depuis le 1er mars 2013, comme successeur de Karla Peijs.